# Curtarolo
Curtarolo là một đô thị thuộc tỉnh Padova vùng Veneto, located about 40 km về phía tây của Venezia và cách khoảng 11 km về phía bắc của Padova. Tại thời điểm ngày 31 tháng 12 năm 2004, đô thị này có dân số 6.775 người và diện tích 14,9 km².
Đô thị Curtarolo bao gồm các frazioni (các đơn vị cấp dưới, chủ yếu là làng) Santa Maria di Non, Pieve di Curtarolo, S.Andrea, and Poncia.
Curtarolo giáp các đô thị: Campo San Martino, Limena, Piazzola sul Brenta, San Giorgio delle Pertiche, Vigodarzere.